# Jan Jacobsplein
Het Jan Jacobsplein (Frans: Place Jean Jacobs) is een plein binnen de Vijfhoek van de Belgische hoofdstad Brussel. Het is gelegen tussen het Justitiepaleis en de Kleine Ring. Het grenst aan de Waterloolaan en de Wolstraat. Aan de noordzijde is een doorgang naar de Zesellenstraat.
Het Jan Jacobsplein is gelegen rond een plantsoen in Engelse stijl, een tuin omsloten door monumentaal hekwerk en die oorspronkelijk verfraaid was met banken, bloemperken, gazons en struikvolumes.

## Geschiedenis
Het plein werd in 1892 aangelegd naar een ontwerp van architect Victor Jamaer, die voor het tuinontwerp een beroep deed op Édouard Keilig, die ook het Ter Kamerenbos en het Dudenpark vormgaf. Het plein werd aangelegd om een vrij uitzicht vanaf de Kleine Ring op de achtergevel van het net gebouwde Justitiepaleis te creëren. Oorspronkelijk was het plantsoen aangelegd in de schilderachtige stijl van Engelse tuinen. Op de locatie van het plein bevond zich tot 1890 het Pachecogodshuis, dat in 1829-1835 aan de Waterloolaan werd opgetrokken naar een ontwerp van Hendrik Partoes als nieuw en tweede onderkomen van de gelijknamige stichting en voor de vrijmaking van het Justitiepaleis werd gesloopt.
In 1894 werd het plein vernoemd naar Jan Jacobs (1575-1650), een Brusselse goudsmid die een college oprichtte dat Brabantse jongeren liet studeren aan de universiteit van Bologna.
Op 9 juli 1912 werd in het plantsoen een monument onthuld ter herdenking van de schipbreuk van het eerste Belgische schoolschip, een beeldhouwwerk van kunstenaar Charles Samuel dat het vergaan van de Comte de Smet de Naeyer in de Golf van Biskaje op 19 april 1906 herdenkt. Het betreft een marmeren standbeeld met allegorische vrouwen en jongensfiguur op een natuurstenen sokkel.
In 1986 werd het plantsoen gewijzigd; er werd een speeltuin ingericht en hoogstambomen aangeplant die het zicht op het Justitiepaleis vanaf de Kleine Ring belemmeren.
In 2018 werd het plantsoen met inbegrip van de voetpaden, de monumentale hekken met de kandelaars en de sokkel en het monument na een initiatief van de vzw Kunstberg wegens zijn historische, esthetische en artistieke waarde beschermd.

## Gebouwen
Het Jan Jacobsplein wordt gedomineerd door het silhouet van het Justitiepaleis, dat de volledige westzijde inneemt. Aan noord- en zuidzijde werden monumentale burgerhuizen in eclectische en art nouveaustijl gebouwd. Ze werden door onder meer Jules Brunfaut, Georges Hobé, Georges Peereboom en Paul Saintenoy ontworpen. Een kantoorblok domineert de noordzijde.

## Galerij

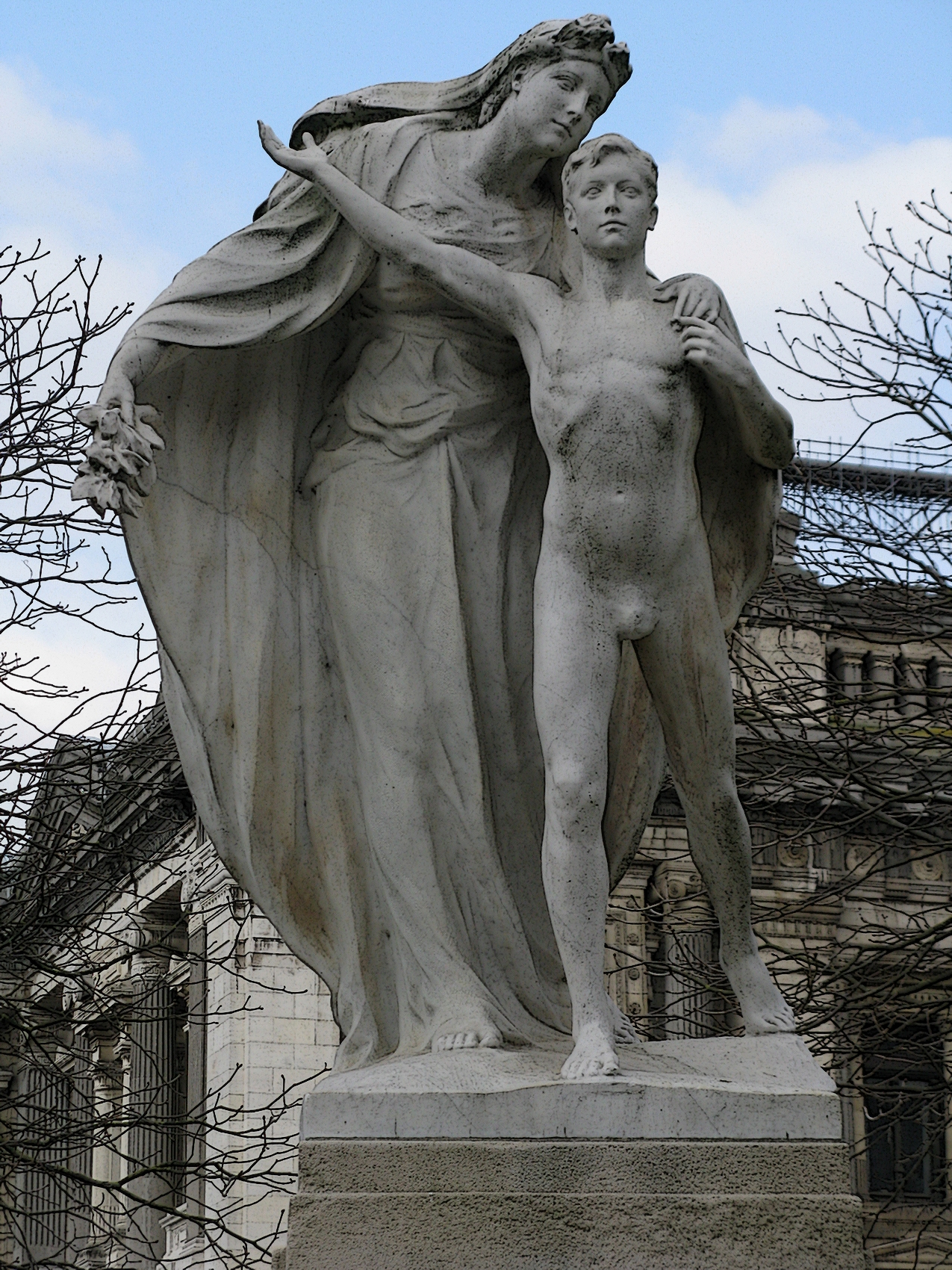
Het monument de Smet de Naeyer
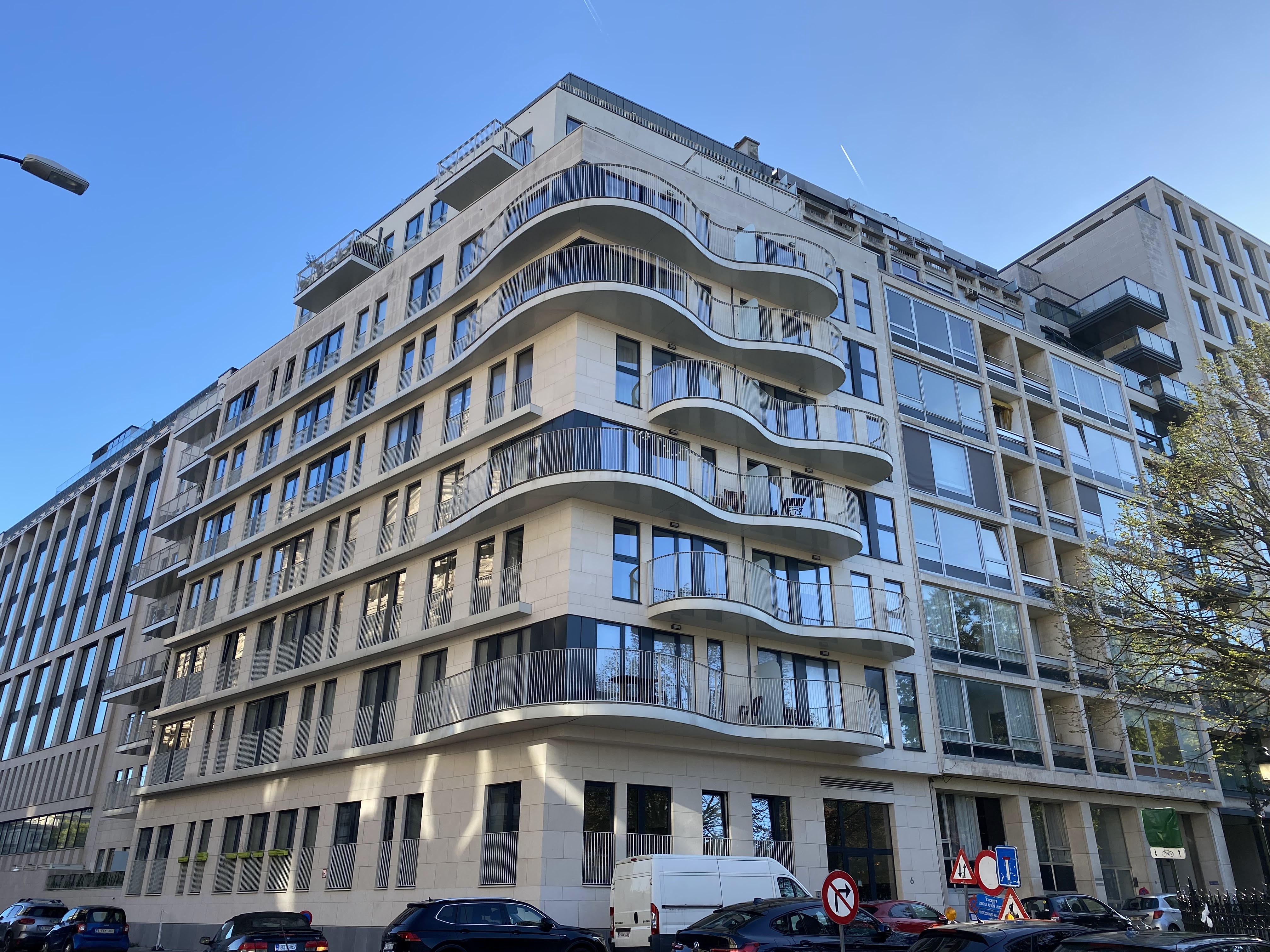
Appartementsgebouw op de hoek met de Wolstraat
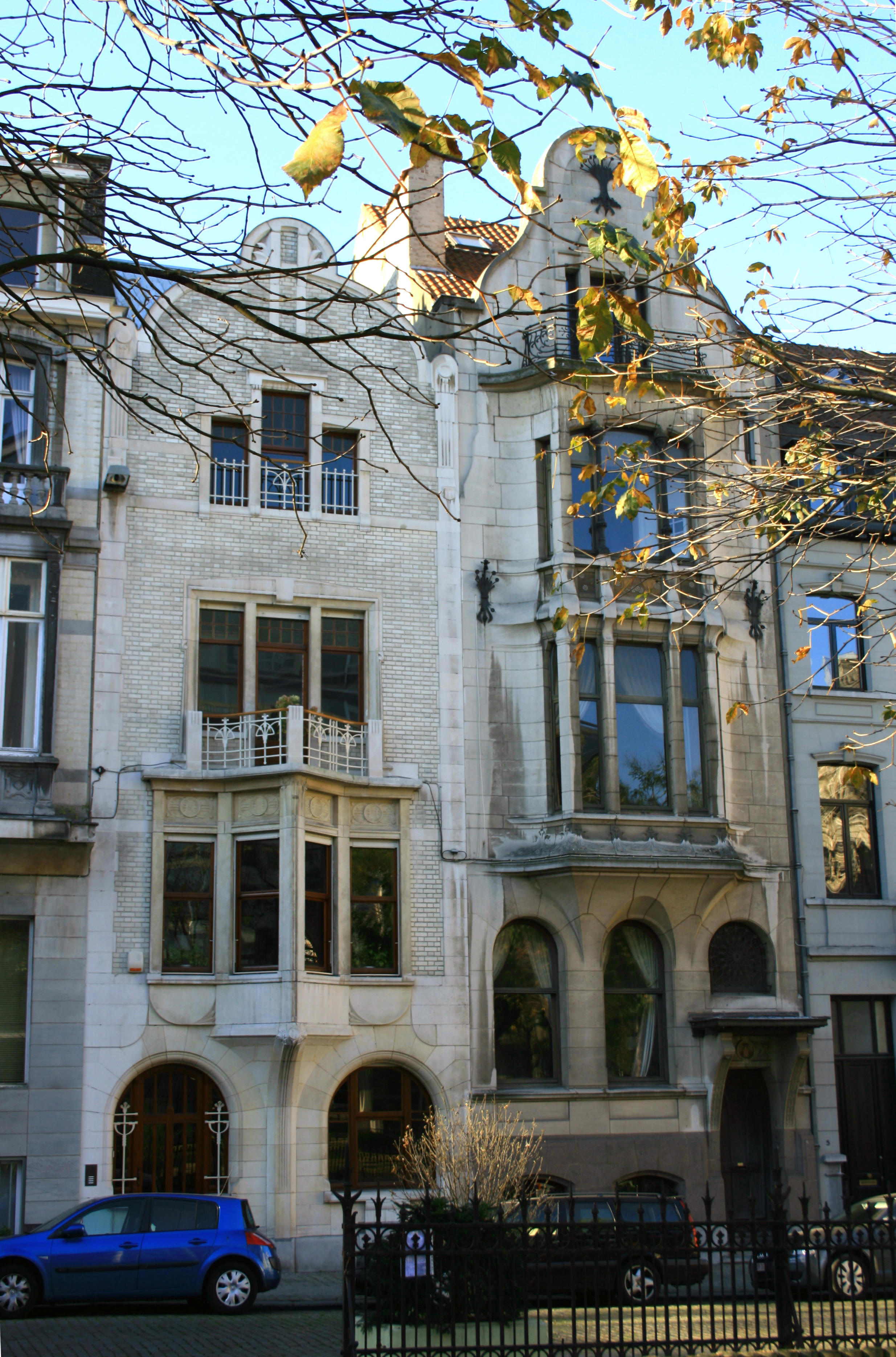
Jan Jacobsplein (nr. 7-9)